# Božidar Domagoj Burić
Božidar Domagoj Burić (Zagreb, 1972.), hrvatski je redatelj, scenarist, glazbenik te nekadašnji urednik Znanstveno-obrazovnog programa i direktor programa Hrvatske televizije.

## Životopis
Osnovnu i srednju školu završio je u Dubrovniku, a diplomirao je povijest i arheologiju na Filozofskom fakultetu Sveučilišta u Zagrebu. Od 1995. godine zaposlen je na Hrvatskoj radioteleviziji, isprva kao stručni suradnik i autor u Dokumentarnom programu HTV-a. Godine 2002. postaje urednik Znanstveno-obrazovnog programa, a ubrzo i odgovorni urednik programske cjeline za kulturu, znanost i obrazovanje. Na mjestu urednika Znanstveno-obrazovnog programa bio je do 2007. godine, kada je javnim natječajem izabran za direktora programa Hrvatske televizije. Tu najvišu programsku dužnost obavljao je do srpnja 2010, kada se povukao zbog zdravstvenih tegoba. 
Burić se, osim navedenih najviših funkcija na HTV-u, cijelo vrijeme bavio i autorskim radom, uvijek kao redatelj, scenarist i skladatelj glazbe. Autor je znanstveno-popularnih serijala "Tajnoviti srednji vijek", "Ludi rimski carevi", "Hrvatski kraljevi", "Republika" i "Doba uskoka", za koju je nagrađen najvažnijom hrvatskom medijskom nagradom "Večernjakova ruža", u kategoriji "TV-emisija godine". U njegovim serijama se po prvi puta u hrvatskoj dokumentarnoj i obrazovnoj produkciji koriste kompjutorski vizualni efekti na ozbiljnijoj razini. Serije "Hrvatski kraljevi" i "Republika" među najprodavanijim su proizvodima HRT-a na inozemnim televizijskim tržištima. 
Osim navedenih serijala, Burić je pokretač i idejni autor popularno-znanstvene TV-emisije "Na rubu znanosti", koju vodi i uređuje Krešimir Mišak, zatim emisija "Znanstvena petica", "Budućnost Zemlje", "Znam, a ne znam", te autor dokumentarnih filmova "Srednjovjekovna inkvizicija - šibenske vještice" i "Diplomacija starog Dubrovnika". 
Burić je aktivan i kao glazbenik. Član je Hrvatskog društva skladatelja, te ima i formalnu glazbenu naobrazbu. Tijekom srednjoškolskih i fakultetskih dana objavio je nekoliko autorskih glazbenih albuma (godine 1998. Croatia Records objavila je njegov autorski glazbeni album "U prvom licu"). Bio je suosnivač i član prvog dubrovačkog alternativnog sastava Kulturocid, potom član rock-sastava Coma baby, te, skupa sa Srđanom Sekulovićem, dua "Mystic Barbarism". Burić je multiinstrumentalist, na svojim albumima svira gitare, bubnjeve, klavir i klavijature, te je vokalni izvođač.

## Vanjske poveznice
- Članci o Domagoju Buriću  Arhivirana inačica izvorne stranice od 24. listopada 2011. (Wayback Machine)
- Domagoj Burić razriješen dužnosti, Hloverka nova direktorica programa[neaktivna poveznica]
- Božidar Domagoj Burić u internetskoj bazi filmova IMDb-u (engl.)